# Neda (filla d'Oceà)
D'acord amb la mitologia grega, Neda (en grec antic Νέδα), va ser una nimfa, filla d'Oceà i de Tetis.
Quan Rea va haver donat a llum a Zeus a les muntanyes de l'Arcàdia, es va voler purificar i banyar-se junt amb la seva criatura. Però en aquell lloc no hi havia aigua, els llits dels rius eren secs i no hi havia cap font. Rea va picar a terra amb el ceptre implorant Gea, la Terra, i de seguida va brollar una font, on es banyaren, prop del lloc on més tard s'aixecaria la ciutat de Leprèion. Rea li va posar el nom de la nimfa Neda, que hi anà a habitar. Pausànias diu que Neda i Itome eren dues nimfes que van criar Zeus, i el banyaven cada dia a la font.
Una tradició explicada per Ciceró fa de Neda la mare de les quatre muses més antigues: Telxíone, Aedea, Arque i Meletea, que hauria tingut amb Zeus.